# امیرآباد (جاجرم)
امیرآباد روستایی در دهستان میان دشت بخش مرکزی شهرستان جاجرم استان خراسان شمالی ایران است.

## جمعیت
بر پایه سرشماری عمومی نفوس و مسکن در سال ۱۳۹۵ جمعیت این مکان ۴۲۸ نفر (۱۴۴خانوار) بوده‌است.